# نيل كولتر
نيل كولتر هو لاعب هوكي الجليد كندي، ولد في 2 يناير 1963 في تورونتو في كندا.

## وصلات خارجية
- نيل كولتر على موقع دوري الهوكي الوطني (الإنجليزية)
- نيل كولتر على موقع قاعة مشاهير الهوكي (لاعب أن.إتش.أل) (الإنجليزية)
- نيل كولتر على موقع EliteProspects.com (الإنجليزية)
- نيل كولتر على موقع HockeyDB.com (الإنجليزية)
- نيل كولتر على موقع Hockey-Reference.com (الإنجليزية)